# Демосфенова, Галина Леонтьевна
Гали́на Лео́нтьевна Демосфе́нова (14 марта 1922, Харьков — 31 декабря 2019, Москва) — советский и российский искусствовед, специалист по истории русского искусства, истории дизайна, графике и искусству авангарда. Кандидат искусствоведения. Заслуженный работник культуры Российской Федерации.

## Биография
Галина Демосфенова родилась 14 марта 1922 года в Харькове. Скончалась 31 декабря 2019 года в Москве.

## Участие в творческих и общественных организациях
- Член Ассоциации искусствоведов[1]
- Член российской секции Международной ассоциации художественной критики
- Президент Фонда Малевича